# NGC 2141
NGC 2141 је расејано звездано јато у сазвежђу Орион које се налази на NGC листи објеката дубоког неба.
Деклинација објекта је + 10° 26' 47" а ректасцензија 6h 2m 55,0s. Привидна величина (магнитуда) објекта NGC 2141 износи 9,4. NGC 2141 је још познат и под ознакама OCL 487.